# Джудит Арлен
Джудит Арлен (англ. Judith Arlen, урождённая Лоретта Разерфорд (англ. Laurette Rutherford), 18 марта 1914 — 5 июня 1968) — американская актриса 1930-х годов.

## Биография
Лоретта Разерфорд, старшая сестра актрисы Энн Разерфорд, родилась в Голливуде. Свою карьеру Арлен начала в 1930 году с эпизодической роли в фильме Сесиля Блаунта «Мадам Сатана». В 1934 году Джудит стала победительницей рекламной кампании WAMPAS Baby Stars. В том же году она снялась, вместе с дебютанткой WAMPAS Baby Stars Люсиль Ланд и актёром Кэри Грантом, в картине «Прощальный поцелуй». Это же фильм стал последним в недолгой карьере актрисы.
В 1935 году начала свою карьеру младшая сестра Джудит, Энн. Арлен работала в массовке, но на экраны так и не вернулась.
Джудит Арлен умерла 5 июня 1968 года в Санта-Барбаре, Калифорния.